# Musso
Musso är en ort och kommun i provinsen Como i regionen Lombardiet i Italien. Kommunen hade 972 invånare (2018).